# Наступление Руандийского патриотического фронта (1994)
Наступление Руандийского патриотического фронта началось 7 апреля 1994 года, после начавшегося геноцида в Руанде. Это событие завершило массовое истребление тутси, и в широком смысле — гражданскую войну в стране.

## Предыстория
Гражданская война в Руанде началась 1 октября 1990 года, со вторжения в страну войск Руандийского патриотического фронта. На тот момент, РПФ был военно-политической организацией, основанной в Уганде в 1988 году из руандийских иммигрантов.
12 июля 1992 в городе Аруше (Объединённая Республика Танзания) было подписано соглашение о прекращении огня между сторонами. В сентябре того же года начались переговоры по заключению мирного договора, однако они не принесли результатов. В феврале 1993 года война возобновилась и продлилась еще несколько месяцев, пока 4 августа 1993 не было подписано перемирие между президентом Руанды Жювеналем Хабьяриманой и лидером РПФ Полем Кагаме, известное как Арушские соглашения, что остановило боевые действия на несколько месяцев.
6 апреля 1994 года Хабьяримана и президент Бурунди Сиприен Нтарьямира были убиты выстрелами из ПЗРК. Это послужило поводом для начала полномасштабного геноцида народа тутси, который в свою очередь стал поводом для возобновления войны.

## Ход событий
7 апреля 1994 года Кагаме объявил о фактическом разрыве договора о перемирии. 
8 апреля наступление официально началось и проходило по трём направлениям. За всё время боевых действий, численность РПФ увеличивалась за счёт выживших в геноциде тутси, а также добровольцев из Бурунди. 
Первоначальной целью фронта было взятие приграничных с Танзанией территорий, что было достигнуто 22 апреля.
В ночь с 20 на 21 апреля был взят город Бьюмба, который стал временной резиденцией штаб-квартиры РПФ.
23 апреля без боя был взят город Кибунго.
К началу мая восток страны был занят РПФ, наступление было переориентировано на запад. К тому времени, у правительственных войск начали истощаться боеприпасы.
28 мая началось наступление на город Гитарама (ныне: Муханга), в котором располагалась штаб-квартира Кризисного комитета Руанды. 2 июня повстанцы вплотную подошли к нему и уже 13 июня город пал.
К началу июня более половина страны контролировалась РПФ, бои к тому моменту велись в основном на юге и востоке страны.
4 июля столица Руанды — Кигали была взята. На этом этапе, бойцы РПФ встретили наибольшее сопротивление.
18 июля на северо-западе страны капитулировали оставшиеся районы. К тому времени, большая часть политических, государственных и военных деятелей Руанды находилось в иммиграции в соседних странах, опасаясь ответного геноцида от новых властей или уголовного преследования за совершение истребления тутси.

## Споры о дате окончания войны
Множество политологов спорят над тем, что следует принимать за дату окончания гражданской войны.
По наиболее распространённой версией считается, что война прекратилась 18 июля 1994, после взятия всей территории страны РПФ.
Некоторые считают, что война шла приблизительно до 1996 года, когда были распущены лагери для беженцев в соседних с Руандой стран. 
Также бытует мнение, что война продолжается по сей день, учитывая отношения народов хуту и тутси.